# Skolvalet 1998
Skolvalet 1998 var det första nationella skolvalet som anordnades i Sverige. Kampanjen drevs av Riksskatteverket, Skolverket, SVT och Ungdomsstyrelsen, med uppdrag att främja politiskt deltagande bland unga. Ungefär 112 000 elever från cirka 370 skolor deltog.

## Bakgrund
Olika grund- och gymnasieskolor i Sverige hade tidigare genomfört skolval på egen hand "åtminstone sedan 60-talet." 1998 var första gången anordnandet och resultatsammanställningen skedde nationellt. Valet genomfördes inför riksdagsvalet 1998.

## Resultat
Valdeltagandet på de skolor som deltog var 75 procent.
|                                  | Socialdemokraterna               | 24 006  | 21,47  |  |  |  |  |
|                                  | Moderaterna                      | 21 468  | 19,20  |  |  |  |  |
|                                  | Vänsterpartiet                   | 19 209  | 17,18  |  |  |  |  |
|                                  | Miljöpartiet                     | 14 205  | 12,70  |  |  |  |  |
|                                  | Centerpartiet                    | 6 207   | 5,55   |  |  |  |  |
|                                  | Kristdemokraterna                | 6 126   | 5,48   |  |  |  |  |
|                                  | Folkpartiet                      | 5 817   | 5,20   |  |  |  |  |
| Övriga partier och blanka röster | Övriga partier och blanka röster | 14 932  | 13,35  |  |  |  |  |
|                                  |                                  |         |        |  |  |  |  |
| Antal röster                     | Antal röster                     | 111 827 | 100,00 |  |  |  |  |
| Totalt antal röstberättigade     | Totalt antal röstberättigade     | 148 220 |        |  |  |  |  |